# This Is the Shack
Albums de The Dove Shack
Reality Has Got Me Tied Up
(2006)
Singles
1. Summertime in the LBC
Sortie : 1995
2. We Funk (the G Funk)
Sortie : 1995
3. Bomb Drop
Sortie : 1995

This Is the Shack est le premier album studio de The Dove Shack, sorti le 22 août 1995.
Il s'est classé 13e au Top R&B/Hip-Hop Albums et 68e au Billboard 200.

## Liste des titres
| No  | Titre                                                                              | Contient un (des) sample(s) de                                       | Durée |
| --- | ---------------------------------------------------------------------------------- | -------------------------------------------------------------------- | ----- |
| 1.  | Intro (Produit par DJ Enuf)                                                        |                                                                      | 1:40  |
| 2.  | Smoke Out (Produit par Clizark)                                                    |                                                                      | 4:33  |
| 3.  | This Is the Shack (Produit par Warren G)                                           | Ode to Billie Joe de Lou Donaldson Pass the Dutchie de Musical Youth | 5:50  |
| 4.  | Summertime in the LBC (featuring Arnita Porter – Produit par The Dove Sharck)      | Feels So Good de Midnight Star                                       | 3:56  |
| 5.  | Bomb Drop (Produit par Jason Mizell)                                               | You're Getting a Little Too Smart des Detroit Emeralds               | 4:59  |
| 6.  | The Train (Produit par DJ Enuf)                                                    | 4 Play d'Y?N-Vee                                                     | 2:01  |
| 7.  | Slap a Hoe (Produit par Ghetto Klownz)                                             |                                                                      | 1:54  |
| 8.  | Freestyle Interview (skit) (featuring Tina Davis)                                  |                                                                      | 0:47  |
| 9.  | Freestyle (Produit par Crazy C)                                                    |                                                                      | 4:25  |
| 10. | Crooked Cop (skit) (Produit par DJ Enuf)                                           |                                                                      | 1:13  |
| 11. | Ghetto Life (Produit par Crazy C)                                                  |                                                                      | 4:48  |
| 12. | East Side Party (Produit par Jason Mizell)                                         |                                                                      | 4:09  |
| 13. | Rollin wit a Gang (Produit par Clizark)                                            |                                                                      | 4:10  |
| 14. | There'll Come a Day                                                                |                                                                      | 3:54  |
| 15. | We Funk (The G Funk) (Produit par Young Jedi)                                      |                                                                      | 4:16  |
| 16. | There'll Come a Day (Produit par The Dove Shack)                                   |                                                                      | 3:54  |
| 17. | Summertime In The LBC (Rap) (featuring Arnita Porter – Produit par The Dove Shack) |                                                                      | 3:56  |